# Love Is Blind (låt av Donny Montell)
Love Is Blind är en musiksingel från den litauiska sångaren Donny Montell (Donatas Montvydas) som representerade Litauen i Eurovision Song Contest 2012 i Baku i Azerbajdzjan. Låten är skriven av Brandon Stone och Jodie Rose.
Den 3 mars 2012 vann Montell med låten i Litauens nationella uttagningsfinal över 13 andra bidrag. Låten framfördes i den andra semifinalen den 24 maj. Därifrån tog sig bidraget vidare till finalen som hölls den 26 maj 2012. Där placerade sig bidraget på plats 14 av 26 med 70 poäng.

## Versioner
1. "Love Is Blind" – 3:04[6]
2. "Love Is Blind" (karaokeversion) – 3:04[7]

## Listplaceringar
| Lista (2012) | Topplacering |
| ------------ | ------------ |
| Ryssland     | 327          |